# Claredat de l'aigua

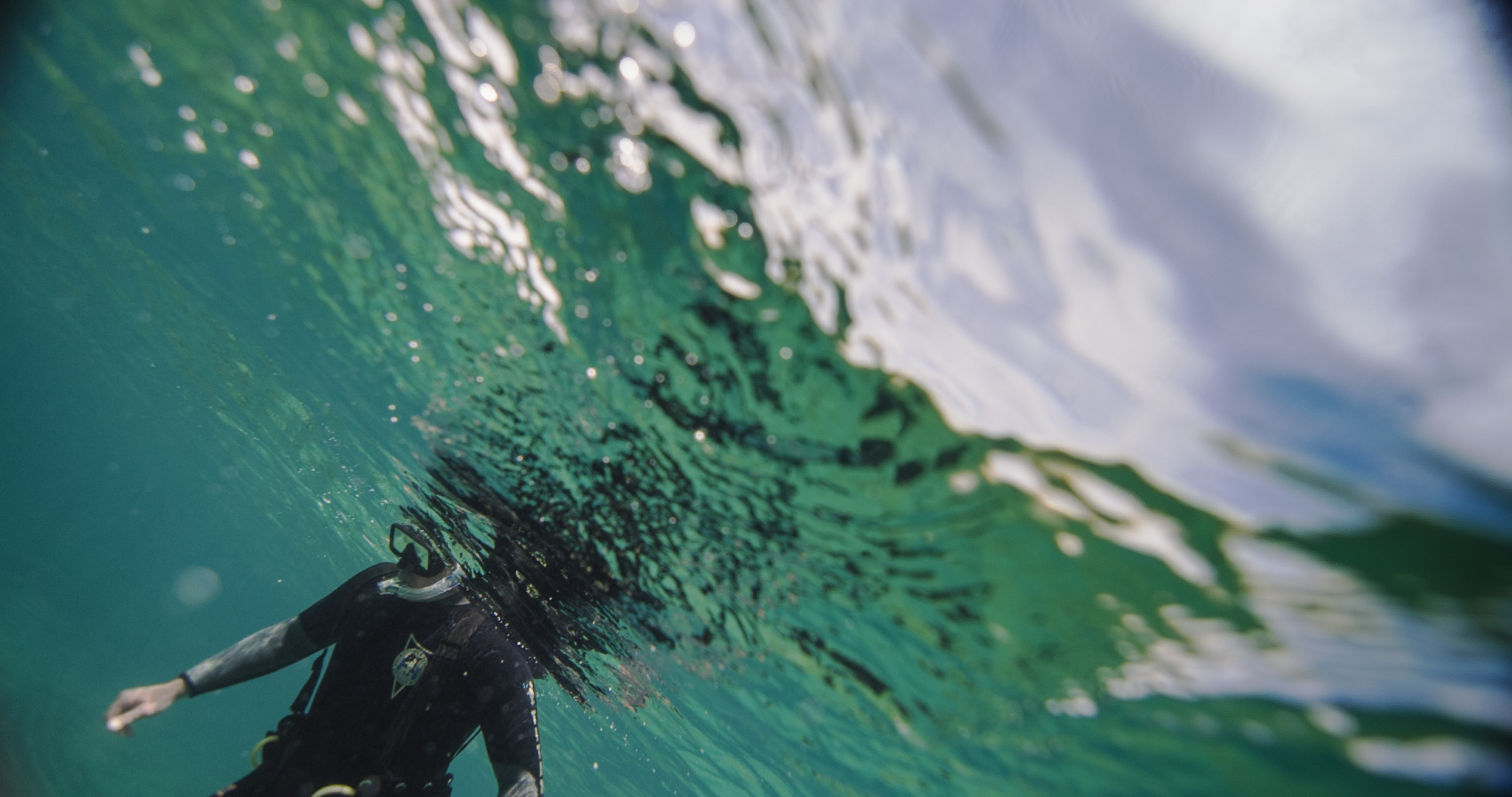
Un bus entra a les aigües cristal·lines del llac Huron.

La claredat de l'aigua és un terme descriptiu per a la profunditat on la llum penetra a l'aigua. A més de la penetració de la llum, la "claredat de l'aigua" també es fa servir sovint per descriure la visió submarina. La claredat de l'aigua és una manera com els humans mesuren la qualitat de l'aigua, inclosa la concentració d'oxigen, la presència o absència de contaminants i la presència d'algues.
La claredat de l'aigua regula la salut dels ecosistemes submarins, ja que es veu afectada per la quantitat de llum que arriba a les plantes i els animals que viuen sota l'aigua. Les plantes necessiten llum per a la fotosíntesi. La claredat de l'entorn submarí determina la profunditat a què poden viure les plantes aquàtiques. La claredat de l'aigua també afecta la manera com els animals visuals, com els peixos, poden veure les seves preses. La claredat afecta les plantes i els animals aquàtics que viuen en tot tipus d'aigües, incloent rius, estanys, llacs, embassaments, estuaris, llacunes costaneres i mar oberta.
La claredat de l‟aigua afecta les percepcions humanes de la qualitat de l‟aigua, la seguretat recreativa, l‟atractiu estètic i la salut ambiental en general. Els turistes que visitaven la Gran Barrera de Corall estaven disposats a pagar per les millors condicions de claredat de l'aigua per als mol·luscs. La claredat de l'aigua també afecta els valors de les propietats davant del mar. Als Estats Units, una millora del 1 % en la claredat de l'aigua va incrementar el valor de les propietats fins a un 10 %. La claredat de l'aigua és necessària per veure objectius sota l'aigua, tant des de dalt com a l'aigua. Aquestes aplicacions inclouen mapeig i operacions militars. Per mapejar característiques d'aigües poc profundes, com ara esculls d'ostres i praderies de pastures marins, l'aigua ha de ser prou clara perquè un dron, un avió o un satèl·lit en pugui veure les característiques. La claredat de l'aigua també és necessària per detectar objectes sota l'aigua, com ara submarins, utilitzant llum visible.

## Mesuraments de la claredat de l'aigua

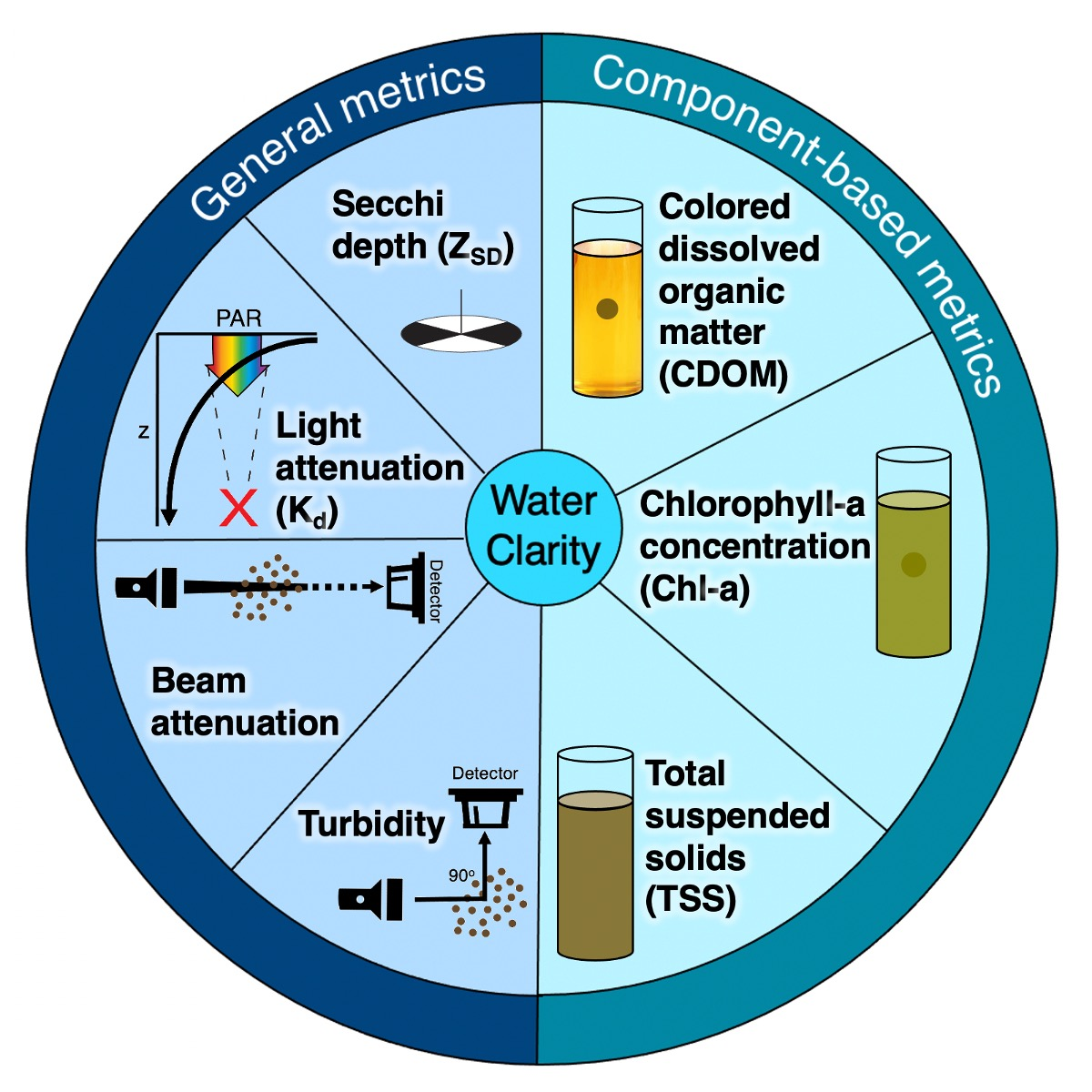
Mètriques utilitzades per mesurar la claredat de laigua.

La claredat de laigua es mesura utilitzant múltiples tècniques. Aquestes mesures inclouen: profunditat de Secchi, atenuació de la llum, terbolesa, atenuació del feix, absorció per matèria orgànica dissolta acolorida, concentració de pigment de clorofil·la-a i concentració de sòlids suspesos totals. L'aigua clara generalment té una profunditat Secchi profunda, atenuació de llum baixa (penetració de llum més profunda), terbolesa baixa, atenuació de feix baixa i concentracions baixes de substàncies dissoltes, clorofil·la i/o sòlids suspesos totals. L'aigua més tèrbola generalment té una profunditat Secchi poc profunda, alta atenuació de la llum (menys penetració de la llum a la profunditat), alta terbolesa, alta atenuació del feix i altes concentracions de substàncies dissoltes, clorofil·la i/o sòlids suspesos totals.

## Mètriques generals

### Profunditat de Secchi
La profunditat de Secchi és la profunditat a què un disc ja no és visible per a l'ull humà. Aquesta mesura va ser creada el 1865 i representa un dels mètodes oceanogràfics més antics. Per mesurar la profunditat Secchi, es munta un disc blanc o blanc i negre en un pal o línia i se submergeix lentament a l'aigua. La profunditat a què el disc ja no és visible es pren com a mesura de la transparència de l'aigua. La profunditat de Secchi és més útil com a mesura de transparència o visibilitat submarina.

### Atenuació de la llum

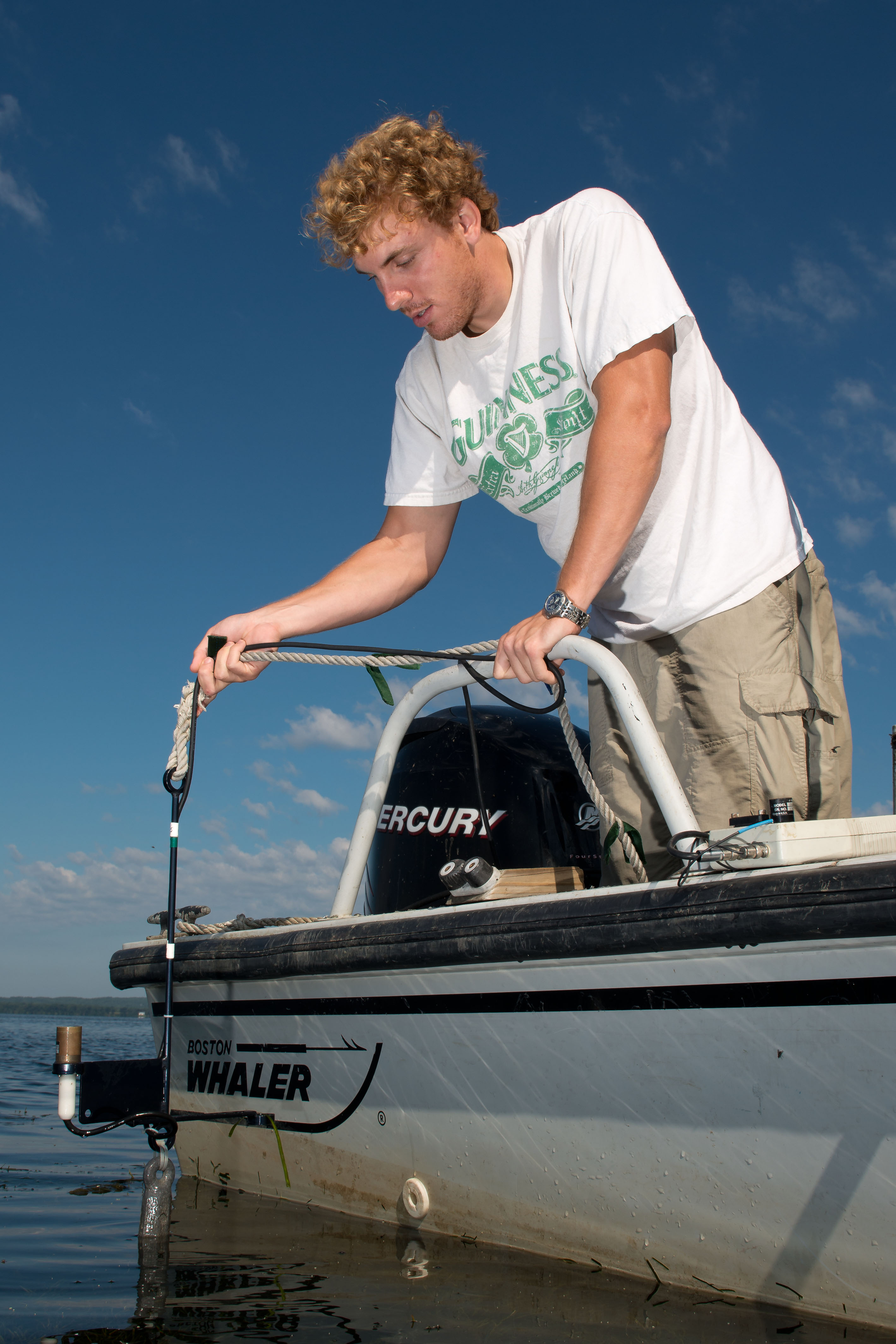
Mesurament de l'atenuació de la llum, K _{d} (PAR), des d'un vaixell a la badia de Chesapeake. Aquesta és una mesura de lʻatenuació de la llum descendent utilitzant un sensor pla.

El coeficient d'atenuació de la llum, sovint abreujat com a “atenuació de la llum”, descriu la disminució de la radiació solar amb la profunditat. Per calcular aquest coeficient, l'energia de la llum es mesura en una sèrie de profunditats des de la superfície fins a la profunditat de l'1% d'il·luminació. Després, la disminució exponencial de la llum es calcula utilitzant la Llei de Beer amb l'equació:
{\displaystyle {I_{z} \over I_{0}}=e^{-kz}}
on k és el coeficient d'atenuació de la llum, I z és la intensitat de la llum a la profunditat z i I 0 és la intensitat de la llum a la superfície de l'oceà. El que es tradueix a:
{\displaystyle k={ln{I_{z} \over I_{0}} \over -z}}
Aquest mesurament es pot realitzar per a colors de llum específics o, de manera més àmplia, per a tota la llum visible. El coeficient d'atenuació de la llum de la radiació fotosintèticament activa (PAR) fa referència a la disminució de tota la llum visible (400-700 nm) amb la profunditat. L'atenuació de la llum es pot mesurar com la disminució de la llum descendent (Kd) o la disminució de la llum escalar (Ko) amb la profunditat. L'atenuació de la llum és més útil com a mesura de l'energia de la llum subaquàtica total disponible per a les plantes, com el fitoplàncton i la vegetació aquàtica submergida.

### Turbietat

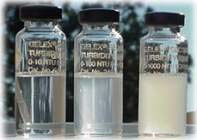
Tres vials de vidre utilitzats com a estàndards de terbolesa per a 5, 50 i 500 unitats nefelomètriques de terbolesa (NTU).

La terbolesa és una mesura de la terbolesa de l'aigua basada en la dispersió de la llum per partícules en un angle de 90 graus respecte al detector. Un sensor de terbolesa es col·loca en aigua amb una font de llum i un detector en un angle de 90 graus entre si. La font de llum sol ser llum vermella o infraroja propera (600-900 nm). Els sensors de terbolesa també es denominen turbidímetres o nefelòmetres. En aigües més tèrboles, hi ha més partícules presents a l'aigua i el detector capta més llum dispersada per les partícules. La terbolesa és més útil per al monitoratge a llarg termini perquè aquests sensors solen ser de baix cost i prou resistents per a implementacions prolongades sota l'aigua.

### Atenuació del feix
L'atenuació del feix es mesura amb un dispositiu anomenat transmisòmetre que té una font de llum en un extrem i un detector a l'altre extrem, en un pla. La quantitat de llum transmesa al detector a través de l'aigua és la transmissió del feix i la quantitat de llum perduda és l'atenuació del feix. L'atenuació del feix és essencialment allò oposat a la transmissió de la llum. L'aigua més clara amb un coeficient d'atenuació de feix baix tindrà una transmissió de llum alta, i l'aigua més tèrbola amb un coeficient d'atenuació de feix alt tindrà una transmissió de llum baixa. L'atenuació de l'anvers s'utilitza com a indicador del carboni orgànic particulat en aigües oligotròfiques com el mar obert.